# 東狂黒
東狂黒（トウキョークロ/tokyokulo）は、日本のロックバンド。2009年、ベーシスト八田敦を中心に結成。2011年7月22日の主催イベント公演をもって解散。

## メンバー
- Vo：煌士（koji）元screaming soul hill
- Bass：atsushi（八田敦）元DEEP、THE HATE HONEY
- Gt：fumiya　2010年12月加入
- Dr：fuchi　元HATE HONEY、royal cabaret
- Manipulater/Synth./LIVE PA：HiDE　2011年1月加入　元De≠cide、Cybernetic core、xxx 、xxxSYNAPSExxx

過去のメンバー
- Gt：junpei　2010年11月脱退
- Machine：yugami　2010年12月脱退

## 発表曲
- 黒と衝動 2009年12月
- Silent Dawn 2010年3月
- Answer 2010年4月
- Bring the Faith 2010年8月
- HYPNOTIZE 2011年4月

## ディスコグラフィ
デモCD
- needledemo（『黒と衝動』『Silent Dawn』収録）2010年6月リリース
- Bring the Faith demo（表題曲収録）2010年8月27日 主催イベント会場にて無料配布
- 東狂黒 #3（『HYPNOTIZE』『Bring the Faith』『黒と衝動』『Silent Dawn(REMIX)』収録）2011年7月22日リリース